# Hooge (Bélgica)

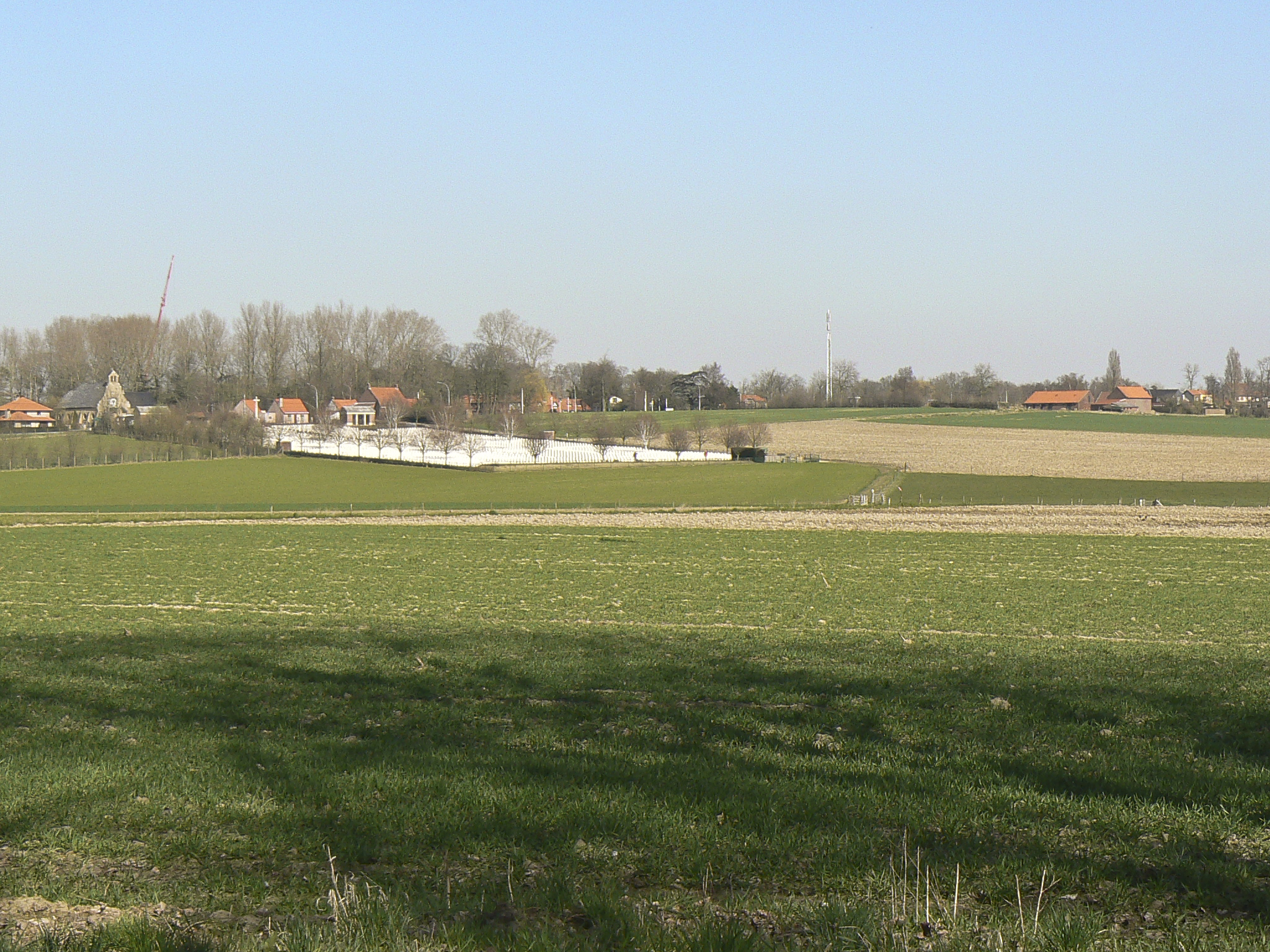
Vista panorâmica de Hooge com o
cemitério militar claramente visível

Hooge é uma pequena vila em "Bellewaerde Ridge", cerca de 4 quilômetros a leste de Ypres, na província flamenga de West-Vlaanderen, na Bélgica. Hooge e os locais próximos de Bellewaerde e Zillebeke foram fundidos em Ypres em 1976. A economia de Hooge é dominada pelo turismo e pela agricultura. Os turistas são atraídos pelos campos de batalha da Primeira Guerra Mundial e também por Bellewaerde, o parque temático em funcionamento mais antigo da Bélgica.

## Histórico

### Primeira Guerra Mundial

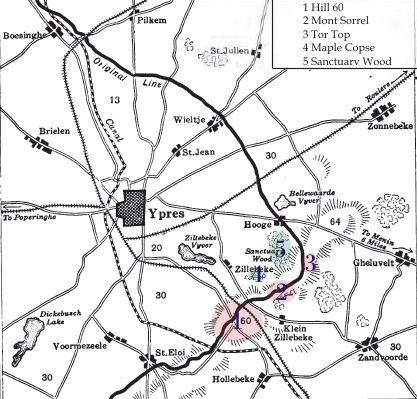
Mapa mostrando a localização de Hooge a leste de Ypres, bem como a linha de frente do "Saliente de Ypres" em junho de 1916

Na Primeira Guerra Mundial, a vila pertencia a um dos setores mais orientais do "Saliente de Ypres", o que a tornou o local de intensos e contínuos combates entre as forças alemãs e aliadas. A partir de 1914, a linha de frente do "Saliente de Ypres" passou pela área de Hooge e houve combates quase constantes naquela área nos três anos seguintes, durante os quais a vila e o "Château de Hooge" (veja abaixo) foram totalmente destruídos. Mesmo durante tempos de relativa quietude nesta parte da Frente Ocidental, a taxa média de baixas para as forças britânicas e da Commonwealth era de cerca de 300 por dia.
Durante a Primeira Batalha de Ypres (19 de outubro - 22 de novembro de 1914), quando os Aliados capturaram a cidade de Ypres dos alemães, o "Château de Hooge" foi usado pela 1ª e 2ª Divisões como quartéis-generais conjuntos. No final da batalha em novembro de 1914, os alemães foram rechaçados, mas a linha de frente do "Saliente de Ypres" agora contornava Hooge.
Durante a Segunda Batalha de Ypres (22 de abril - 25 de maio de 1915), Hooge foi novamente o local de intensos combates, incluindo a Batalha de Bellewaarde que foi travada naquela área de 24 a 25 de maio de 1915. No final de julho, os alemães novamente assumiram o controle da área. Em 30 de julho de 1915, Hooge foi o local do primeiro uso de lança-chamas ("fogo líquido" como era referido na época), empregados pelos alemães contra as posições britânicas. Hooge foi retomado pelos britânicos em 9 de agosto de 1915, reclamado pelos alemães em 16 de junho de 1916 (para desenvolvimentos estratégicos nesta área durante junho de 1916, ver Batalha de Mont Sorrel) e retomado pelos britânicos em 31 de julho de 1917. Os alemães retomaram Hooge em abril de 1918 como parte da "Ofensiva da Primavera", mas foram expulsos da área pelos britânicos em 28 de setembro de 1918.